# Budki (obwód kurski)
Budki (ros. Будки) – wieś (ros. село, trb. sieło) w zachodniej Rosji, w sielsowiecie zwannowskim rejonu głuszkowskiego w obwodzie kurskim.

## Geografia
Miejscowość położona jest nad rzeką Sejm, 2,5 km od centrum administracyjnego sielsowietu zwannowskiego (Zwannoje), 9 km od centrum administracyjnego rejonu (Głuszkowo), 119 km od Kurska.
W granicach miejscowości znajdują się ulice: Lesnaja, Nabierieżnaja.

## Demografia
W 2010 r. miejscowość zamieszkiwały 82 osoby.